# Smart Fortwo (W451)
La sigla W451 identifica la seconda generazione della Smart Fortwo, un'autovettura superutilitaria prodotta dal 2007 al 2015 dalla Casa automobilistica tedesca Smart.

## Storia e profilo

### Debutto
Lo sviluppo della Fortwo seconda serie è stato effettuato cercando di risolvere gli inconvenienti che hanno caratterizzato la prima generazione, vale a dire: rumorosità di marcia, comfort ridotto e passaggi di marcia piuttosto lenti. Si cercò inoltre di migliorare la stabilità su strada, un aspetto che aveva penalizzato in parte l'immagine e le vendite della precedente generazione, sebbene la W450 (questa era la sigla di progetto della prima Fortwo) non fosse stata un vero fiasco. Il problema era piuttosto da ricercare nelle consistenti perdite economiche che si verificarono a causa del divario tra costi di progettazione e sviluppo, veramente spropositati, ed il risultato commerciale in rapporto al prezzo di listino che il costruttore è stato costretto a fissare e che non poteva essere troppo alto. Come risultato si ebbe che la prima Fortwo fu un modello dal buon successo commerciale ma che portò magre cifre in termini di introiti. Un altro aspetto che si volle migliorare il più possibile fu quello relativo all'abitabilità interna, già buona nella prima serie, specie considerando gli ingombri esterni.

Il debutto della seconda generazione della Fortwo avvenne nella primavera del 2007.

#### Linea ed abitacolo
La seconda generazione della Fortwo è riconoscibile a colpo d'occhio dalla prima per tutta una lunga serie di novità, anche se l'impostazione generale del corpo vettura è quello di sempre: carrozzeria più alta che larga e lunghezza sensibilmente inferiore ai tre metri. Ma stavolta la Fortwo è sensibilmente cresciuta, come spesso accade ad ogni vettura da una generazione ad un'altra. Allo scopo di incrementare la stabilità su strada ed anche l'abitabilità interna, il passo cresce di 6 cm, mentre l'intera lunghezza del corpo vettura lievita di ben 20 cm. La W451 raggiunge così una lunghezza di 2.70 m contro i 2.50 della prima serie. Si tratta di un aumento considerevole in rapporto alle dimensioni generali, ma si è pur sempre molto al di sotto della soglia dei tre metri, fatto che consente parcheggi impensabili con altre vetture, anche molto compatte, ma che spesso non permette di parcheggiare "di traverso" come nella precedente versione.

Il frontale della seconda Fortwo è caratterizzato in primis dai nuovi gruppi ottici dal disegno più "accigliato" e dalla nuova calandra ridisegnata. Anche il paraurti ha un nuovo disegno, più moderno. La vista laterale conserva in generale tutte le impostazioni stilistiche che hanno caratterizzato la precedente Fortwo, ma ridisegnate ed attualizzate. Le maniglie apriporta hanno ora andamento orizzontale, modifica resa possibile dall'allungamento della carrozzeria. Nella parte posteriore della fiancata sinistra la presa d'aria viene ridisegnata (nella serie precedente era circolare, a similitudine del tappo carburante posto sulla fiancata destra), mentre rimane parzialmente esposta all'aria la nuova scocca "tridion" ad alta resistenza, anch'essa ridisegnata. La coda sfoggia innanzitutto un nuovo lunotto leggermente più inclinato, ed è inoltre caratterizzata da nuovi gruppi ottici, ognuno costituito da due elementi circolari invece che tre, com'era invece nella W450.
L'abitacolo è più spazioso e i due occupanti hanno una più ampia libertà di movimento, sia grazie al passo cresciuto di 6 cm, sia grazie alla nuova plancia ridisegnata e resa più lineare, così come anche il cruscotto. Migliora sensibilmente la capacità del bagagliaio, che ora raggiunge ben 206 litri con entrambi i sedili utilizzabili (contro i 150 della serie precedente).

#### Struttura, meccanica e motori
La seconda generazione della Fortwo ha conservato la stessa filosofia tecnica e strutturale della serie precedente. Si ritrova quindi la consueta scocca "tridion" ad alta resistenza. Per realizzare un corpo vettura in grado di assorbire meglio gli eventuali urti frontali o i tamponamenti da dietro, gran parte dell'aumento delle dimensioni è stato concentrato negli sbalzi anteriore e posteriore. Tuttavia, non è stato possibile migliorare di molto il livello di assorbimento degli urti e gran parte del lavoro di smorzamento delle sollecitazioni conseguenti ad un urto è delegato ai dispositivi di sicurezza passiva, in primo luogo gli airbag. In ogni caso, il punteggio EuroNCAP ottenuto è stato migliore rispetto a quello della prima serie.

Anche il lavoro di affinamento delle sospensioni ha dato risultati limitati, poiché il comfort all'interno della W451 non ha fatto registrare significative migliorie: sulle strade cittadine in pavé, per esempio, la rumorosità rimane ancora alquanto sostenuta, benché inferiore rispetto a prima. Anche stabilità, tenuta e risposta al volante sono leggermente migliorati, anche se non di certo ottimali. Lo sterzo è ancora poco comunicativo perché troppo demoltiplicato ed il dispositivo ESP fa quel che può nei fondi meno agevoli, mentre l'ABS ha una taratura poco spinta per impedire altri scompensi d'assetto. Per sopperire in parte a tali inconvenienti, la W451 conserva la soluzione della gommatura differenziata tra avantreno e retrotreno.

La vera novità si è avuta con l'arrivo dei nuovi propulsori a benzina, sempre tricilindrici, ma non più costruiti dalla Mercedes-Benz, bensì dalla Mitsubishi, che all'epoca della progettazione della W451 faceva ancora parte del gruppo DaimlerChrysler. Tali motori, tutti da 999 cm³ di cilindrata, erano previsti sia in modalità aspirata, sia sovralimentata mediante turbocompressore. Nel primo caso, la potenza massima poteva essere di 61 o di 71 CV, mentre nel secondo caso, la potenza massima raggiungeva 84 CV. La scelta dei nuovi motori a benzina è stata oggetto di critiche da parte del pubblico, perché considerato meno parco nei consumi rispetto ai precedenti motori Mercedes-Benz. Sul fronte diesel rimane invece il classico tricilindrico OM660 da 799 cm³, utilizzato anche nella prima serie, ma forte di alcune migliorie per quanto riguarda l'erogazione: adesso la potenza massima raggiunge 45 CV invece che 41.

Nuovo anche il cambio, sempre sequenziale, ma a 5 rapporti, e con modalità automatica nell'allestimento più ricco, denominato ancora Passion, come nella prima serie. Tale nuovo cambio è caratterizzato da tempi di cambiata inferiori.

### Evoluzione

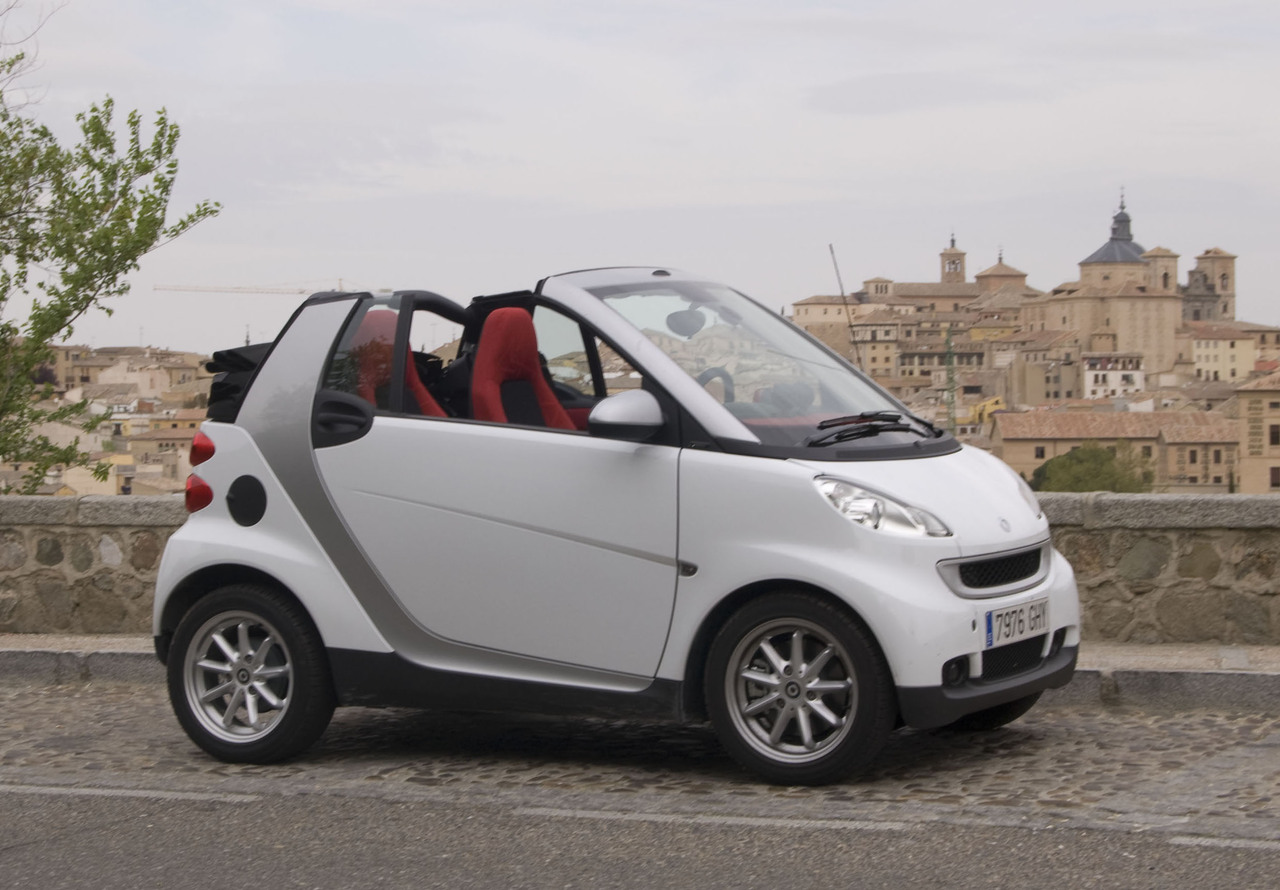
Una Smart Cabrio W451

La produzione venne avviata nuovamente presso lo stabilimento di Hambach, nella Francia settentrionale, negli allestimenti e nelle configurazioni di carrozzeria appena descritte. Nel maggio del 2008, il motore aspirato da un litro vide l'arrivo del dispositivo Start & Stop: così equipaggiate, le nuove versioni presero la denominazione di Fortwo mhd, dove la sigla mhd, sta per micro hybrid drive. Il termine microibrido verrà utilizzato pochi anni dopo anche per i motori e-HDi prodotti dal gruppo PSA. Sempre nel 2008 accade un fatto che non riguarda la gamma della Fortwo e non rappresenta un passo evolutivo della sua carriera, ma che riguarda comunque abbastanza direttamente la piccola citycar tedesca. Infatti, fino a quel momento, la Fortwo non ha praticamente avuto concorrenti, grazie alle sue peculiari caratteristiche. Ma proprio nel 2008 il colosso giapponese Toyota lanciò la iQ, una piccola vettura lunga 2.99 metri, quindi quasi 30 cm in più rispetto alla seconda serie della Fortwo, ma che con quest'ultima è in grado di rivaleggiare a pieno titolo, specialmente nella versione con motore da 1 litro e 68 CV. La giapponese dispone però anche di due posti posteriori di fortuna.

Ma tornando alla Fortwo, nel luglio del 2009 la versione CDI con motore diesel da 0.8 litri vide un sensibile incremento di potenza, passando da 45 a 54 CV. Contemporaneamente i consumi non subirono peggioramenti, mentre le emissioni inquinanti vennero leggermente ridotte. Nello stesso anno fu introdotta in via sperimentale la nuova Fortwo elettrica.

Nel 2010 c'è stato il primo dei due restyling che hanno caratterizzato la carriera della W451: gli aggiornamenti effettuati riguardarono essenzialmente gli interni, con nuovi rivestimenti e qualche dettaglio ridisegnato, ma anche la gamma colori per la carrozzeria, ampliata da sei a sette tinte. Vi furono anche nuovi cerchi in lega tra quelli disponibili, mentre la versione Brabus guadagnò il doppio terminale di scarico e vide la propria potenza salire da 98 a 102 CV. Ma fu l'intera gamma dei motori a subire aggiornamenti, volti unicamente a migliorare consumi ed emissioni.

Sempre nel 2010, la commercializzazione è stata estesa anche all'Indonesia.

Nel 2012, al Salone di Ginevra, viene presentato il secondo restyling della Fortwo, questa volta più marcato anche esternamente. L'aggiornamento estetico riguarda soprattutto i paraurti più aggressivi e grintosi, la nuova calandra ripresa da quella della nuova Smart ED a propulsione elettrica (presentata nella medesima occasione), le nuove minigonne sottoporta ed i fari con luci diurne a led. Vengono nuovamente aggiornate anche la gamma dei colori per la carrozzeria ed i rivestimenti del tessuto.

Nello stesso periodo, è stata diffusa la notizia che sono già in fase avanzata i lavori che porteranno alla realizzazione della terza generazione della Fortwo. Nel frattempo, presso il Salone dell'automobile di Bruxelles del 2014 è stata presentata una versione sportiva della Fortwo denominata Citybeam Edition. Disponibile con tre diversi propulsori, che vanno da un benzina da 52 Kw ad un turbo da 62 Kw, la vettura presenta dei nuovi cerchi in lega avvolti in pneumatici maggiorati per migliorare la manovrabilità. I body panel di serie sono stati sostituiti con versioni in metallo o in vernice opaca, mentre l'impianto luci con tecnologia LED è stato colorato in color titanio. Negli interni i sedili sono stati realizzati con pelle nera e tessuto grigio ed è stato inserito un nuovo volante sportivo.
Ma di lì a non molto la terza generazione della Fortwo è pronta al debutto avvenuto nella seconda metà del 2014, sancendo così il pensionamento della W451 con carrozzeria chiusa, mentre la versione cabriolet continua ancora a rimanere a listino per quasi tutto l'anno seguente. La produzione di quest'ultima variante cessa infatti nell'autunno del 2015 e la scomparsa dai listini avviene alla fine dello stesso anno.

#### Smart Electric Drive
Dopo la prima generazione della Smart elettrica, realizzata dalla Zytek nel 2007 sulla base della W450, vi fu nel 2009 l'arrivo della seconda generazione, questa volta prodotta direttamente nello stabilimento di Hambach, assieme alle Smart con motori a combustione interna. La nuova Fortwo ad emissioni zero si avvaleva di un nuovo motore elettrico prodotto dalla Tesla Motors, con batterie di capacità compresa tra 14 e 16.5 kilowattora. La potenza massima era di 27 CV, ma con la possibilità di raggiungere fino a 40 CV di potenza di picco per due minuti di tempo. La seconda Smart ED era accreditata di una velocità massima di 100 km/h, con un'autonomia di marcia pari a 135 km.

La vettura fu inizialmente proposta tramite contratto di noleggio ed in via sperimentale in alcune grandi città della Germania. Dei 300 esemplari inizialmente prodotti, 100 furono impiegati nella città di Berlino ed i restanti in altre città. In seguito, durante il 2010, altri 1.500 esemplari furono prodotti per essere testati lungo le strade di altre grosse città europee, tra cui: Roma, Milano, Pisa, Parigi, Madrid, Zurigo e Londra. Alla fine dello stesso anno vennero prodotti altri 250 esemplari da destinare ad alcune grosse città statunitensi e canadesi. Nel 2011 alcuni test vennero condotti anche in alcune città asiatiche.

Ma nel 2012, al Salone di Ginevra, è stata presentata quella che viene considerata come la terza generazione della Smart ED, sebbene sia ancora realizzata sulla base della Fortwo seconda serie. La nuova Smart ad emissioni zero è caratterizzata da un nuovo pacco batterie con capacità di 17.6 kWh, e quindi con maggiore autonomia, e da un nuovo motore elettrico della potenza di 74 CV. Grazie a tali migliorie, l'autonomia di marcia cresce a 140 km, mentre la velocità massima sale a 120 km/h. L'arrivo su strada della nuova Smart ED è previsto solo per la fine dell'estate, ed in 30 città nel mondo.

Sempre al Salone di Ginevra, è stata presentata anche una variante ad alte prestazioni di questa vettura, la quale, come le Fortwo a benzina, porta la firma di Brabus.

### Riepilogo caratteristiche
Di seguito vengono riportate le caratteristiche delle varie versioni previste per la gamma W451. I dati fanno riferimento alle versioni coupé. Cambiano di poco consumi ed emissioni nelle versioni mhd.
| Modello                  | Anni di produzione | Motore             | Cilindrata (cm³)   | Potenza             | Coppia Massima (Nm) | Emissioni CO2 (g/Km) | 0–100 km/h (secondi) | Velocità max (Km/h) | Consumo medio (l/100 km) |
| Versioni a benzina       | Versioni a benzina | Versioni a benzina | Versioni a benzina | Versioni a benzina  | Versioni a benzina  | Versioni a benzina   | Versioni a benzina   | Versioni a benzina  | Versioni a benzina       |
| ------------------------ | ------------------ | ------------------ | ------------------ | ------------------- | ------------------- | -------------------- | -------------------- | ------------------- | ------------------------ |
| Pure                     | 2007-08            | M132E10            | 999                | 45 kW (61 Cv)/5250  | 89/3000             | 112                  | 16"7                 | 145                 | 5                        |
| Pure                     | 2007-08            | M132E10            | 999                | 52 kW (71 CV)/5800  | 92/4500             | 112                  | 13"3                 | 145                 | 5                        |
| mhd Pure                 | 2008-10            | M132E10            | 999                | 45 kW (61 Cv)/5800  | 89/3000             | 103                  | 16"7                 | 145                 | 4.5                      |
| mhd Pure                 | 2010-14            | M132E10            | 999                | 45 kW (61 Cv)/5800  | 89/3000             | 97                   | 16"8                 | 145                 | 4.2                      |
| mhd Pure                 | 2008-10            | M132E10            | 999                | 52 kW (71 CV)/5800  | 92/4500             | 103                  | 13"3                 | 145                 | 4.5                      |
| mhd Pure                 | 2010-14            | M132E10            | 999                | 52 kW (71 CV)/5800  | 92/4500             | 97                   | 13"7                 | 145                 | 4.2                      |
| Pulse/Passion            | 2007-08            | M132E10            | 999                | 52 kW (71 CV)/5800  | 92/4500             | 112                  | 13"3                 | 145                 | 5                        |
| mhd Pulse/mhd Passion    | 2008-10            | M132E10            | 999                | 52 kW (71 CV)/5800  | 92/4500             | 103                  | 13"3                 | 145                 | 4.5                      |
| mhd Pulse/mhd Passion    | 2010-14            | M132E10            | 999                | 52 kW (71 CV)/5800  | 92/4500             | 97                   | 13"7                 | 145                 | 4.2                      |
| Pulse/Passion            | 2007-10            | M132E10LA          | 999                | 62 kW (84 CV)/5250  | 120/3250            | 116                  | 10"7                 | 145                 | 5.1                      |
| Pulse/Passion            | 2010-14            | M132E10LA          | 999                | 62 kW (84 CV)/5250  | 120/3250            | 114                  | 10"7                 | 145                 | 4.9                      |
| Brabus                   | 2007-10            | M132E10LA          | 999                | 72 kW (98 CV)/5500  | 140/3500            | 124                  | 9"9                  | 155                 | 5.4                      |
| Brabus                   | 2010-14            | M132E10LA          | 999                | 75 kW (102 CV)/6000 | 147/ 2500-3600      | 119                  | 8"9                  | 155                 | 5.2                      |
| Versioni a gasolio       |                    |                    |                    |                     |                     |                      |                      |                     |                          |
| CDI (Pure/Pulse/Passion) | 2007-09            | OM660DE08LA        | 799                | 33 kW (45 CV)/3800  | 110/ 2000-2500      | 88                   | 19"8                 | 135                 | 3.3                      |
| CDI (Pure/Pulse/Passion) | 2009-14            | OM660DE08LA        | 799                | 40 kW (54 CV)/3800  | 130/ 2100-2600      | 86                   | 16"8                 | 135                 | 3.3                      |